# Каллаи, Липот
Ли́пот Ка́ллаи (венг. Kállai Lipót; 26 июня 1912, Уйпешт, Будапешт — 6 августа 1989, Печ) — венгерский футболист, игравший на позиции нападающего. Известен по выступлениям за венгерский клуб «Уйпешт» и национальную сборную Венгрии.

## Биография
В 1928—1935 годах Каллаи выступал в составе второй команды одного из ведущих клубов страны «Уйпешта» — УТЕ. Клуб выступал в любительской лиге Будапешта. В 1933 году Липот был вызван в состав любительской сборной Венгрии на матч против любителей Австрии (3:2). За эту сборную он будет выступать до 1936 года.
В 1935 году Каллаи был приглашен в первую команду «Уйпешта» и своим шансом заиграть на самом высоком уровне воспользовался. В первом сезоне забил в составе команды 23 гола в 24 матчах, а его команда стала серебряным призёром чемпионата.
В январе 1936 года Каллаи забил первый гол за любительскую сборную страны в ворота Франции (1:2), а уже в апреле впервые сыграл за национальную сборную. Дебют отметил хет-триком в ворота сборной Австрии (5:3). Летом того же года Каллаи поехал в составе любительской сборной на Олимпийские игры в Берлин. Он был одним из двух игроков той команды, кто играл за первую сборную (второй — Дьюла Кишш из «Ференцвароша») и одним из немногих, кто вообще имел опыт выступлений в высшем национальном дивизионе. Венгры выбыли из соревнований в первом же раунде, уступив со счетом 0:3 сборной Польши, которая выступала практически в основном составе.
В сезоне 1936-37 Каллаи забил 24 мяча, установив свой лучший индивидуальный результат. В центральной оси нападения рядом с Липотом выступали знаменитые венгерские нападающие Энио Винцит и Дьюла Женгеллер. Первенство 1937-38 «Уйпешт» завершил на втором месте, а на счету Каллаи 16 забитых мячей. В январе 1938 года Липот сыграл свои последние матчи за национальную сборную. Отличился забитым голом в ворота Люксембурга (6:0).
В 1939 году «Уйпешт» под руководством Белы Гуттманна наконец одержал победу в чемпионате страны. На счету Каллаи 12 мячей в 23 матчах того сезона. Больше голов в составе «Уйпешта» забили уже упомянутые Энио Винцит (15) и Дьюла Женгеллер, который отметился в том сезоне аж 56 раз в 24 матчах. Летом Липот вместе с командой одержал победу в Кубке Митропы, престижном международном турнире для лучших команд Центральной Европы. На пути к титулу, «Уйпешт» победил итальянскую «Амброзиану-Интер» (1:2, 3:1 с голом Каллаи), югославский БСК (2:4, 7:1) и земляков «Ференцварош» в финале (4:1 в гостях и 2:2 дома). Всего в Кубке Митропы на счету Лепота Каллаи 20 сыгранных матчей и 6 забитых мячей в 1935—1940 годах.
В первенстве 1939-40 Каллаи отметился лишь двумя забитыми мячами в 18 матчах. По окончании сезона футболист покинул «Уйпешт». В целом за 5 лет на его счету 77 забитых мячей в 110 матчах чемпионата за команду.
Новым клубом Каллаи стал «Электромош» из Будапешта, в составе которого он выступал в течение четырёх сезонов, в последние годы перейдя на позицию защитника.
Карьера Каллаи в роли главного тренера была непродолжительной: в 1961—1962 годах он руководил клубом «Печ Дожа» в 52 матчах чемпионата.

## Статистика выступлений
| Клуб             | Сезон            | Лига | Лига | Кубок Венгрии | Кубок Венгрии | Кубок Митропы | Кубок Митропы | Итого | Итого |
| Клуб             | Сезон            | Игры | Голы | Игры          | Голы          | Игры          | Голы          | Игры  | Голы  |
| ---------------- | ---------------- | ---- | ---- | ------------- | ------------- | ------------- | ------------- | ----- | ----- |
| Уйпешт           | 1934/35          | 0    | 0    | 0             | 0             | 1             | 0             | 1     | 0     |
| Уйпешт           | 1935/36          | 24   | 23   | -             | -             | 6             | 2             | 30    | 25    |
| Уйпешт           | 1936/37          | 22   | 24   | -             | -             | 4             | 3             | 26    | 27    |
| Уйпешт           | 1937/38          | 23   | 16   | -             | -             | 2             | 0             | 25    | 16    |
| Уйпешт           | 1938/39          | 23   | 12   | -             | -             | 6             | 1             | 29    | 13    |
| Уйпешт           | 1939/40          | 18   | 2    | -             | -             | 1             | 0             | 19    | 2     |
| Уйпешт           | Итого            | 110  | 77   | 0             | 0             | 20            | 6             | 130   | 83    |
| Электромош       | 1940/41          | 5    | 1    | 0             | 0             | -             | -             | 5     | 1     |
| Электромош       | 1941/42          | 1    | 0    | 0             | 0             | -             | -             | 1     | 0     |
| Электромош       | 1942/43          | 30   | 1    | ?             | ?             | -             | -             | 30+   | 1+    |
| Электромош       | 1943/44          | 24   | 0    | ?             | ?             | -             | -             | 24+   | ?     |
| Электромош       | Итого            | 60   | 2    | ?             | ?             | 0             | 0             | 60+   | 2+    |
| Всего за карьеру | Всего за карьеру | 170  | 79   | ?             | ?             | 20            | 6             | 190+  | 85+   |

## Достижения
- Обладатель Кубка Митропы: 1939
- Чемпион Венгрии: 1938-39,
- Серебряный призёр Чемпионата Венгрии: 1935-36, 1937-38,
- Бронзовый призёр Чемпионата Венгрии: 1936-37, 1939-40